# Suurjärv
A Suurjärv (magyarul: nagy tó) vagy Rõuge Suurjärv tó Észtország délkeleti részén, Võru megyében. A Haanja-dombság nyugati részén, Rõuge kisváros területén található. Része a Haanjai nemzeti parknak.
Jégkorszaki eredetű tó. Egyike a Haanja-dombságon a Rõuge folyó völgyében található tavaknak, amelyek az utolsó jégkorszak idején, a jég visszavonulásakor keletkeztek. Ez Észtország legmélyebb tava, a legnagyobb vízmélység 38 m, átlagos vízmélysége 11,9 m. A vízfelszín területe 14,6 ha. Vize tiszta, átlátszósága nagy, néhol a 7 méteres látótávolságot is eléri. A tó ovális alakú. Hossza északnyugat-délkeleti irányban 858 m, szélessége 300 m.
A Rõuge folyón keresztül összeköttetésben áll két szomszédos tóval, a Liinjärv és a Ratasjärv tavakkal. Továbbá csatorna köti össze két másik szomszédos tóval, a Valgjärv és a Kausjärv tóval.
Fő halai a sügér, a bodorka, a csuka és a keszeg. A tó környéke népszerű üdülőhely.